# Wellington, Herefordshire
Wellington är en ort och civil parish i Storbritannien.   Den ligger i grevskapet Herefordshire och riksdelen England, i den södra delen av landet, 190 kilometer väster om huvudstaden London.